# Liam de Young
Liam de Young (10 dicembre 1981) è un hockeista su prato australiano.

## Palmarès

### Olimpiadi
- 3 medaglie:
  - 1 oro (Atene 2004)
  - 2 bronzi (Pechino 2008; Londra 2012)

### Mondiali
- 1 medaglia:
  - 1 oro (L'Aia 2014)

### Champions Trophy
- 3 medaglie:
  - 3 ori (CHennai 2005; Mönchengladbach 2010; Auckland 2011)

### Giochi del Commonwealth
- 3 medaglie:
  - 3 ori (Manchester 2002; Melbourne 2006; New Delhi 2010)